# Mixage 7
Mixage 7 (ricordata anche come Mixage '86 Estate) è una compilation di brani musicali famosi nel 1986, pubblicata nell'estate di quell'anno. La compilation venne pubblicata dalla Baby Records nei formati LP e MC. 

## Tracce
Lato A
1. Den Harrow – Charleston – 3:49 (R. Turatti - M. Chieregato - H.T. Beecher)
2. The Pinks – Manic Monday – 3:00 (Christopher)
3. Billy Ocean – When The Going Gets Tough, The Tough Get Going – 4:02 (B. Eastmond - B. Ocean - R.J. Lange - W. Brathwaite)
4. Gilbert Montagné – Quelques Notes De Musique – 3:47 (D. Farina - D. Barbelivien - G. Montagné)
5. HongKong Syndikat – Too Much – 3:30 (Grunberg - Plez - Schmidt-Theissen)
6. Betty Legler – Rock For The Lady – 2:35 (Betty Legler)
7. Fahrenheit 104 – Highway To Freedom – 4:20 (D. Farina - M. Kunze - V. Tempera)

Durata totale: 25:03
Lato B
1. Lou Sern – Swiss Boy – 3:19 (T. Hooker)
2. Jennifer Munday – Invisible – 3:18 (G. Ferrarin - M. Chelli - R. Zaneli)
3. Den Harrow – Overpower – 3:16 (A. Turatti - G. Tramacere - M. Fumagalli - M. Chieregato-R. Turatti)
4. V.V. Anne – Tonight – 2:53 (M. Chieregato - R. Turatti - T. Hooker - R. Ballerini - S. Montin)
5. Tom Hooker – Looking For Love – 3:42 (R. Turatti - M. Chieregato - T. Hooker)
6. Condors – We Are The Champions – 2:57 (Mercury)
7. Eddy Huntington – U.S.S.R. – 3:24 (R. Turatti - M. Chieregato - T. Hooker)

Durata totale: 22:49

## Classifiche

### Classifiche di fine anno
| Classifica (1986) | Posizione | Max Posizione |
| ----------------- | --------- | ------------- |
| Italia            | 31        | 2             |